# Lijst van Nederlandse deelnemers aan de Olympische Winterspelen van 1998
Dit is een lijst van Nederlandse deelnemers aan de Winterspelen van 1998 in Nagano.
| Olympiër            | Sport       | Onderdeel                                 | Ervaring  |
| ------------------- | ----------- | ----------------------------------------- | --------- |
| Jan Bos             | schaatsen   | 500 meter 1000 meter 1500 meter           | debutant  |
| Martin Hersman      | schaatsen   | 1000 meter 1500 meter                     | 2e Spelen |
| Bob de Jong         | schaatsen   | 5000 meter 10000 meter                    | debutant  |
| Tonny de Jong       | schaatsen   | 1500 meter 3000 meter 5000 meter          | 2e Spelen |
| Anke Jannie Landman | shorttrack  | 500 meter 1000 meter 3000 meter aflossing | 2e Spelen |
| Maureen de Lange    | shorttrack  | 3000 meter aflossing                      | debutant  |
| Melanie de Lange    | shorttrack  | 500 meter 3000 meter aflossing            | debutant  |
| Jakko Jan Leeuwangh | schaatsen   | 500 meter 1000 meter                      | debutant  |
| Barbara de Loor     | schaatsen   | 1500 meter 5000 meter                     | debutant  |
| Andrea Nuyt         | schaatsen   | 500 meter                                 | debutant  |
| Ids Postma          | schaatsen   | 500 meter 1000 meter 1500 meter           | debutant  |
| Thedo Remmelink     | snowboarden | reuzenslalom                              | debutant  |
| Rintje Ritsma       | schaatsen   | 1500 meter 5000 meter 10000 meter         | 3e Spelen |
| Gianni Romme        | schaatsen   | 5000 meter 10000 meter                    | debutant  |
| Annamarie Thomas    | schaatsen   | 1000 meter 1500 meter 3000 meter          | 2e Spelen |
| Marianne Timmer     | schaatsen   | 500 meter 1000 meter 1500 meter           | debutant  |
| Dave Versteeg       | shorttrack  | 500 meter 1000 meter                      | debutant  |
| Erben Wennemars     | schaatsen   | 500 meter                                 | debutant  |
| Ellen Wiegers       | shorttrack  | 500 meter 1000 meter 3000 meter estafette | debutant  |
| Marieke Wijsman     | schaatsen   | 500 meter 1000 meter                      | debutant  |
| Carla Zijlstra      | schaatsen   | 3000 meter 5000 meter                     | 3e Spelen |
| Sandra Zwolle       | schaatsen   | 500 meter 1000 meter                      | debutant  |